# Det personliga är politiskt

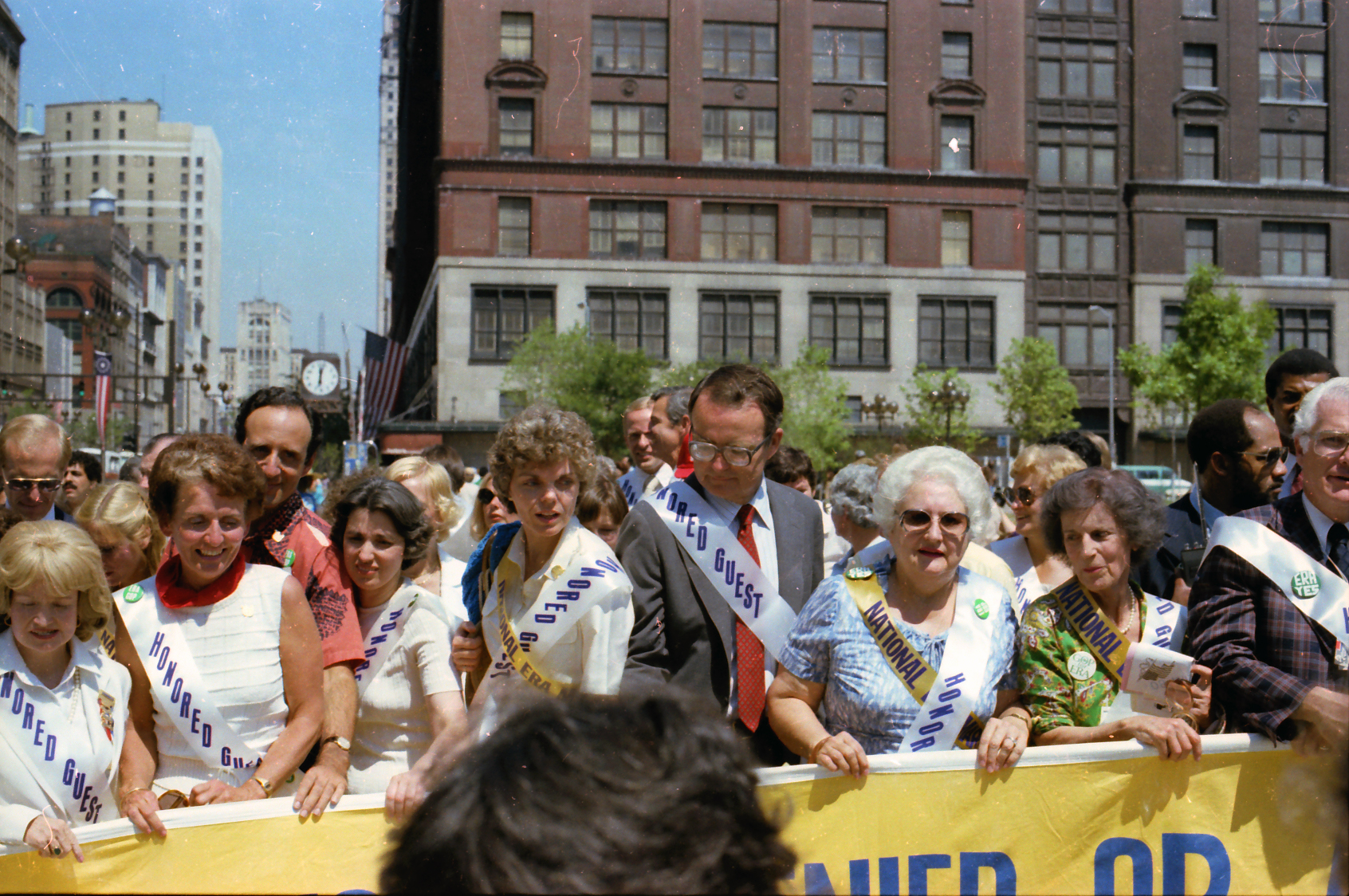
Foto från en Equal Rights Amendment-demonstration i Detroit i Michigan 1980, under den andra vågens feminism. "The personal is political" användes som slogan och slagord under dessa demonstrationer.

Det personliga är politiskt (engelska: The personal is political), även känt som Det privata är politiskt (engelska: The private is political), är ett politiskt argument använt som slagord inom studentaktivism och av anhängare till den andra vågens feminism från sent 1960-tal. Inom den feministiska rörelsen hördes slagordet under 1960- och 1970-talet som en utmaning emot patriarkatet, kärnfamiljen och familjevärderingar.
Frasen myntades av den feministiska aktivisten Carol Hanisch 1968 och spreds via hennes essä från 1969 "The Personal Is Political." Uttrycket och idén har återkommande beskrivits som en grundläggande karaktärisering av den andra vågens feminism, radikalfeminism, genusvetenskap eller feminism i allmänhet. Det har också använts av vissa kvinnliga konstnärer som en underliggande filosofi för deras konstutövning.
Under 1970-talet anammades begreppet av den framväxande kvinnorörelsen i länder som Sverige, där mäns våld mot kvinnor växte fram som en prioriterad fråga.

## Historik

### Tidiga spår
Tidiga spår av ett koncept där personliga erfarenheter anses ha politiska orsaker eller kopplingar publicerades av den amerikanske sociologen C. Wright Mills 1959, i hans boken The Sociological Imagination. Han lyfte här fram kontexter som blivit vanliga inom olika samhällsvetenskaper.
Fyra år senare kom boken The Feminine Mystique (svenska: Den kvinnliga mystiken) av Betty Friedan. Här refererades till "ett problem som saknade namn", där kvinnor kände sig fångna och olyckliga i sina roller som hustrur, mödrar och "hemmets väktare". Trots att både kvinnor och läkare skyllde problemen på kvinnorna själva, menade Friedan att kvinnans roll i samhället låg bakom det hela. Den kvinnliga mystiken kom att få stort inflytande i den då framväxande andra vågens feminism.

### Carol Hanisch
Begreppet The personal is political myntades 1968 av den amerikanska medborgarrättsaktivisten och radikalfeministiska aktivisten Carol Hanisch. Med uttrycket ville hon uttrycka att även en persons privatliv har politiska dimensioner, och att makt skapas och utövas även inom ett äktenskap, i köket, sovrummet, i förskolan och på arbetet. Uttrycket fästes i februari året efter på papper i hennes essä med samma namn, slutligen publicerad 1970 i essäsamlingen Notes from the Second Year (redigerad av Shulamith Firestone och Anne Koedt).
Hanisch presenterade dock inte frasen så som den blivit känd, i essän som gavs titeln "The Personal Is Political". I sin text formulerade hon meningen "One of the first things we discover in these groups is that personal problems are political problems". (svenska: 'En av de första sakerna vi upptäcker i dessa grupper är att de personliga problemen är politiska problem.'). Hanisch använde här "politik" i den vidare meningen, som relaterad till maktrelationer.
Essän var ett debattsvar på kritik från folk Southern Conference Educational Fund (SCEF), en medborgarrättsorganisation som sedan 1940-talet kämpat emot rasåtskillnadspolitiken i den amerikanska södern. Hanisch var kontorschef på SCEF:s New York-kontor, samtidigt som hon 1967 blev medgrundare av den feministiska aktionsgruppen New York Radical Women. 1968 kom Hanisch med idén att organisera en feministisk protest på Miss America-galan, något som gav stor uppmärksamhet.
Hanisch' essä fokuserade på mäns makt och förtryckande av kvinnor. Konceptet Det personliga är politiskt menar då att varje enskilt fall av en mans våld mot "sin" kvinna kan förklaras med ett samhälleligt förtryck av kvinnor. Hanisch menade också att kvinnors personliga problem i själva verket var politiska problem, eftersom de förorsakades av ojämlikheten mellan könen.

### Vidare användning
Uttrycket Det personliga är politiskt fick snabbt vid spridning inom den då växande andra vågens feminism, och via frasen utmanades den vanliga kulturella åsikten att de allmänna och de privata sfärerna är och bör hållas åtskilda. Frasen uttryckte insikten att kvinnors personliga erfarenheter grundades i deras politiska belägenhet kopplat till bristande jämställdhet mellan könen.
Insikten att det personliga är politiskt ledde till nya typer av feministiskt aktivism. Den var bland annat en av utgångspunkterna för skapandet av olika grupper och sammankomster som ägnade sig åt medvetandehöjande åtgärder, där kvinnor gjordes medvetna om "den egentliga orsaken" till deras olycka.
Även senare feminister har tagit utgångspunkt i det här konceptet. Dessa inkluderar bell hooks, som betonade att feministisk teori utgår från kvinnors personliga erfarenheter. Sociologen Patricia Hill Collins använde konceptet inom sitt arbete med svarta kvinnors aktivism.
I början av 2000-talet användes Det personliga är politiskt som en grund för förståelsen av olika feministiska frågor som annars kunnat avfärdas som personliga problem. Det innefattar den problematiska relationen mellan en kvinnas framgångar och en smal kropp.
Frasen har även använts av olika (kvinnliga) konstnärer som ett sätt att sätta fokus på deras konstnärliga filosofi.

### Det privata är politiskt
Ibland omnämns det här feministiska begreppet som Det privata är politiskt. Detta har också setts som en utvidgning av konceptet, i det att människors privatliv i en tid av sociala medier och politisk övervakning av människor i praktiken blivit politik.

## Kritik och i kulturen
Begreppet och konceptet Det personliga är politiskt har även fått kritik från olika håll. Från liberalfeministiskt håll har det kritiserats för att det raderar nödvändiga politiska gränser och stjäl fokus från politikens offentliga roll. Filosofen Hannah Arendt menade att det här raderandet av politiska gränser leder till att den politiska arenan förvandlas till en falsk plats för interaktion, en plats där individer inte agerar utan bara beter sig som Homo economicus.
Frasen Det personliga är politiskt har av vissa debattörer setts som symptomatisk för en rörelse – den radikala sidan av feminismen – som sägs applicera dubbla standarder för vad aktivister och fiender kan ägna sig åt. Medan begreppet på 1960- och 1970-talet fungerade som en utmaning mot en traditionell kultur, har vetskapen om att det personliga är politiskt på senare år blivit allmänt tankegods i en tid med allt större individuella friheter. På 2000-talet används begreppet även av borgerliga ledarskribenter som något självklart.
Konceptet har både en analytisk och en moralisk dimension. I det senare fallet kan uttrycket Det personliga är politiskt även användas till att fördöma människor som inte klarar av att omsätta politiska ideal i sina personliga liv. Detta kan då bli en handlingsförlamande attityd, eftersom få människor lever sina liv renlärigt.
Frasen har även knutits till framväxten av kulturfeminism, något som många feministiska aktivister ser som ett hinder för politisk handling och reform. Denna variant av feminism anses uppmuntra aktivisterna att inte ta del av det politiska arbetet och istället ge upp kampen mot patriarkatet.
Det här begreppet och konceptet har blivit föremål för ett antal böcker i ämnet, med eller utan samband med familj, kapitalism, privatliv, och jämställdhet. I en svensk bok från 2011 – Politik och kritik – beskrevs omvänt hur "det politiska blir personligt", det vill säga att den politiska makten använts för att återskapa könsmaktsordningar och etiska normer i människors privatliv.